# Psylla schefflerae
Psylla schefflerae är en insektsart som beskrevs av Yang 1984. Psylla schefflerae ingår i släktet Psylla och familjen rundbladloppor. Inga underarter finns listade i Catalogue of Life.